# داريل كونينغهام
داريل كونينغهام (بالإنجليزية: Darryl Cunningham)‏ هو رسام كارتون بريطاني، ولد في 1960.